# Concours Eurovision des jeunes musiciens 1990
- Pays participants qualifiés pour la finale
- Pays participants non qualifiés pour la finale
- Pays ayant participé dans le passé, mais pas en 1990

Amsterdam 1988 Bruxelles 1992
Le Concours Eurovision des jeunes musiciens 1990 est la cinquième édition de ce concours. La finale est organisée au Musikverein à Vienne, en Autriche le 29 mai 1990. 
Des jeunes musiciens de cinq pays participèrent à la finale télévisée de cette édition. Ils furent tous accompagnés par l'Orchestre symphonique de la radio de Vienne, sous la direction de Pinchas Steinberg. 
Les Pays-Bas remporte leur second titre après 1984 avec un concerto pour piano joué par Niek van Oosterum et composé par le pianiste norvégien du XIXe siècle Edvard Grieg. Le violoniste allemand Koh Gabriel Kameda termine à la seconde place et l'accordéoniste belge Christophe Delporte complète le podium.

## Concours

### Demi-finale
Une demi-finale est organisée le 21 mai pour départager cinq musiciens parmi les dix-huit participants.
| Pays                 | Musicien                       | Instrument  | Rang     |
| -------------------- | ------------------------------ | ----------- | -------- |
| Allemagne de l'Ouest | Koh Gabriel Kameda             | Violon      | qualifié |
| Autriche             | Christine Heeger               | Piano       | qualifié |
| Belgique             | Christophe Delporte            | Accordéon   | qualifié |
| Chypre               | Constantinos Stylianou         | Piano       | éliminé  |
| Danemark             | Mikkel Futtrup                 | Violon      | éliminé  |
| Espagne              | Fernando Alvarez Goicoechea    | Accordéon   | éliminé  |
| Finlande             | Sharon Jaari                   | Violon      | éliminé  |
| France               | Anne Gastinel                  | Violoncelle | qualifié |
| Grèce                | Yannis Tsitselikis             | Violoncelle | éliminé  |
| Irlande              | Patricia Moynihan              | Flute       | éliminé  |
| Italie               | Vittorio Ceccanti              | Violoncelle | éliminé  |
| Norvège              | Gudrun Skretting               | Piano       | éliminé  |
| Pays-Bas             | Niek van Oosterum              | Piano       | qualifié |
| Portugal             | António Miguel Canolas Quitalo | Trompette   | éliminé  |
| Royaume-Uni          | Nicola Loud                    | Violon      | éliminé  |
| Suède                | Fedrik Fors                    | Clarinette  | éliminé  |
| Suisse               | Rafael Rosenfeld               | Violoncelle | éliminé  |
| Yougoslavie          | Dejan Božić                    | Violoncelle | éliminé  |

### Finale
| Ordre | Pays                 | Musicien            | Instrument  | Rang |
| ----- | -------------------- | ------------------- | ----------- | ---- |
| 1     | Pays-Bas             | Niek van Oosterum   | Piano       | 1    |
| 2     | Autriche H T         | Christine Heeger    | Piano       | -    |
| 3     | Belgique             | Christophe Delporte | Accordéon   | 3    |
| 4     | Allemagne de l'Ouest | Koh Gabriel Kameda  | Violon      | 2    |
| 5     | France               | Anne Gastinel       | Violoncelle | -    |

## Membres du jury
Pour cette 5e édition, les 7 membres du jury issus de 6 pays différents sont:
- – Günther Breest
- – Rainer Küchl
- – Carole Dawn Reinhart
- – Philippe Entremont
- – Brian J. Pollard
- – Charles Medlam
- – Václav Neumann (président)